# Rhabditis obesa
Rhabditis obesa is een rondwormensoort uit de familie van de Rhabditidae. De wetenschappelijke naam van de soort is voor het eerst geldig gepubliceerd in 2001 door Gagarin.